# پرستاری از راه دور

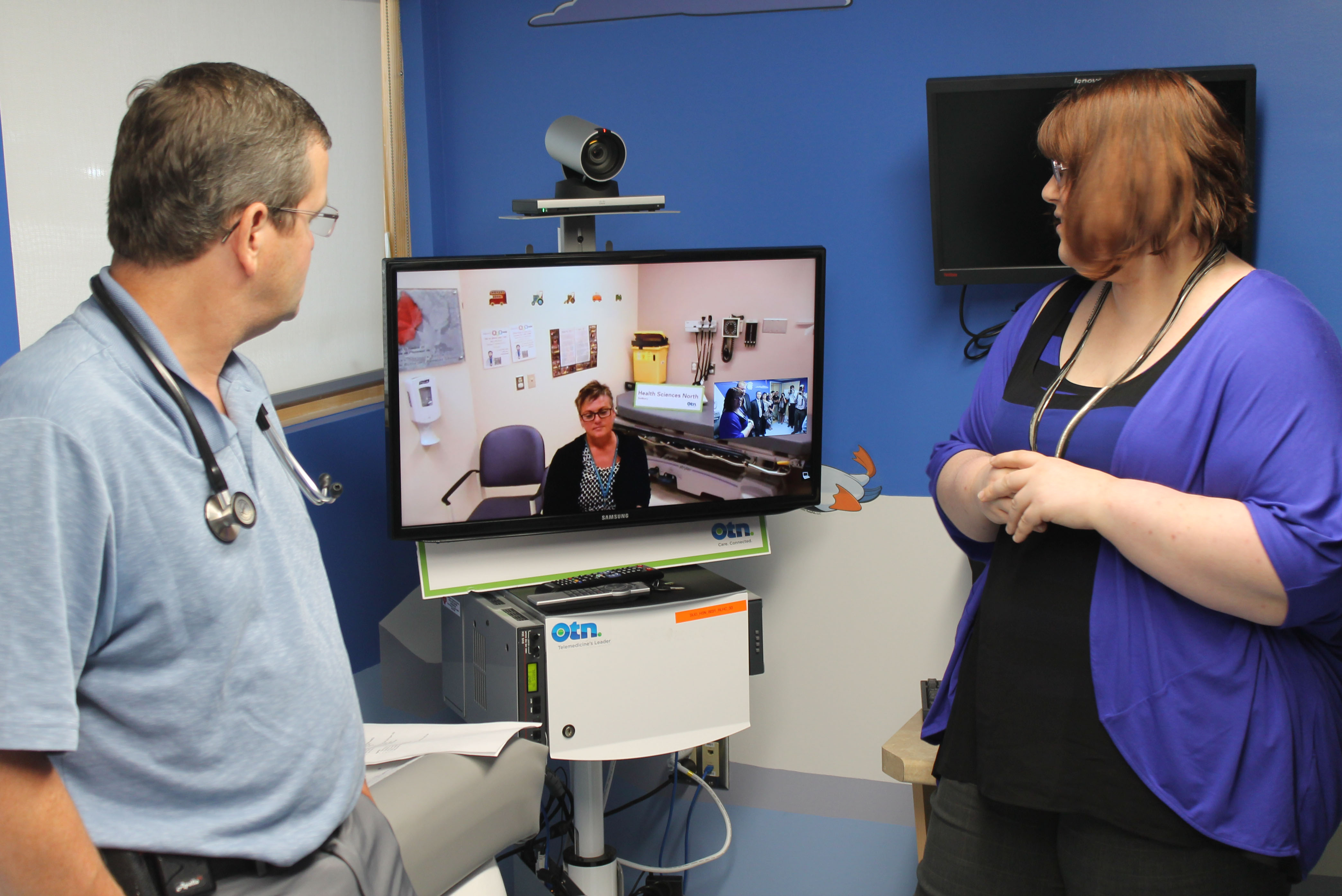
تله نرسینگ (پرستاری از راه دور) در کانادا - ۲۰۱۵

پرستاری از راه دور (به انگلیسی: Telenursing) یا پرستاری مکاتبه‌ای به وضعیتی اشاره دارد که در آن با کمک وسایل ارتباطی و فناوری اطلاعات خدمات پرستاری صورت می‌گیرد. در این حالت از نظر فیزیکی پرستار به دور از بیمار است.
به دلیل هزینه‌های نگهداری سلامت، افزایش شمار سالخوردگان و افراد درگیر بیماری‌های مزمن و توجه به سلامتی در نقاط دور یا روستاها و منطقه‌های جمعیتی کوچک، این روش پرستاری با نرخ خوبی در حالت گسترش است. با این روش در هزینهٔ سفر صرفه جویی می‌شود و کمبود پرستار جبران می‌گردد و می‌توان بیماران را در بیرون از بیمارستان درمان کرد. سطح رضایت شغلی در میان پرستاران راه دور، در تراز بالایی است.

## کاربرد

### مراقبت در خانه
یکی از بزرگترین کاربردهای پرستاری از راه دور، مراقبت در خانه است. برای نمونه بیمارانی که امکان جابجایی برایشان وجود ندارد یا در سرزمینی دور زندگی می‌کنند و دسترسی به آن‌ها دشوار است، افرادی که بیماری مزمن دارند مانند: بیماری مزمن انسدادی ریه، مرض قند، بیماری قلبی-عروقی یا حتی بیماری‌های ناتوانی حرکتی مانند بیماری‌های دستگاه عصبی همچون پارکینسون، آلزایمر، اسکلروز جانبی آمیوتروفیک و... که مجبورند در خانه بمانند و در خانه به صورت مرتب معاینه شوند با کمک ویدئو کنفرانس، اینترنت، تلفن تصویری و دیگر راه‌های ارتباطی از سوی پرستار دیده می‌شوند. همچنین برای معاینه‌های پس از عمل جراحی، مراقبت از زخم یا افراد معلول این روش پرستاری مؤثر است.